# Макс Гансен
Макс Гансен (нім. Max Hansen; 31 липня 1908, Нібюль — 7 березня 1990, Нібюль) — німецький офіцер Ваффен-СС, штандартенфюрер СС, кавалер Лицарського хреста Залізного хреста з Дубовим листям.

## Біографія

### Ранні роки
Макс Гансен народився 31 липня 1908 року в місті Нібюль. 1 березня 1931 року Гансен вступив в НСДАП (партійний квиток № 478 376), а 1 серпня в СС (службове посвідчення № 27 813). 9 травня 1933 року перейшов в Лейбштандарт СС «Адольф Гітлер». 9 жовтня 1936 року призначений командиром взводу 10-го, а потім 12-го штурму.

### Друга світова війна
З Лейбштандартом СС пройшов через Французьку і Балканську кампанії. 19 серпня 1940 року призначений командиром 14-ї роти Лейбштандарта.
Після розгортання бригади СС «Лейбштандарт СС Адольф Гітлер» в дивізію Гансен в червні 1942 року призначений командиром 2-го батальйону 1-го панцергренадерського полку СС цієї дивізії, на чолі якого відзначився в боях під Харковом.
З грудня 1944 року командував 1-м панцергренадерським полком СС «Лейбштандарт СС Адольф Гітлер». 17 квітня 1945 року Макс Гансен був нагороджений Дубовим листям до Лицарського хреста Залізного хреста.

### Життя після війни
До 1948 року перебував в американському полоні. Макс Гансен помер 7 березня 1990 року в Нібюлі.

## Звання
- Унтерштурмфюрер СС (12 березня 1938)
- Оберштурмфюрер СС (20 квітня 1939)
- Гауптштурмфюрер СС (1 вересня 1940)
- Штурмбаннфюрер СС (20 квітня 1942)
- Оберштурмбаннфюрер СС (21 червня 1943)
- Штандартенфюрер СС (20 квітня 1945)

## Нагороди
- Нагрудний знак Німецької асоціації порятунку життя
- Цивільний знак СС (№96 167)
- Йольський свічник
- Почесна шпага рейхсфюрера СС
- Пам'ятна Олімпійська медаль
- Німецька імперська відзнака за фізичну підготовку в бронзі
- Спортивний знак СА в бронзі
- Медаль «За вислугу років у СС» 4-го, 3-го і 2-го класу (12 років)
- Медаль «У пам'ять 13 березня 1938 року» (2 березня 1939)
- Залізний хрест (1939)
  - 2-го класу (8 листопада 1939) — за заслуги під час Польської кампанії.
  - 1-го класу (7 травня 1940)
- Медаль «У пам'ять 1 жовтня 1938» із застібкою «Празький град» (12 червня 1940)
- Нагрудний знак «За участь у загальних штурмових атаках» в сріблі (30 жовтня 1940)
- Нагрудний знак «За поранення»
  - в чорному (листопад 1941)
  - в сріблі (20 квітня 1942)
  - в золоті (25 серпня 1942)
- Штурмовий піхотний знак в бронзі (11 березня 1942)
- Медаль «За зимову кампанію на Сході 1941/42» (25 березня 1942)
- Орден «За хоробрість» 4-го класу з мечами (Болгарія) (6 липня 1942)
- Орден Корони Румунії, лицарський хрест з мечами
- Хрест Воєнних заслуг 2-го класу з мечами
- Німецький хрест в золоті (26 або 29 грудня 1942) як гауптштурмфюрер СС і командир 14-ї роти бригади СС «Лейбштандарт СС Адольф Гітлер»
- Лицарський хрест Залізного хреста з Дубовим листям
  - Лицарський хрест (28 березня 1943) як штурмбаннфюрер СС і командир II батальйону 1-го панцергренадерського полку СС «Лейбштандарт СС Адольф Гітлер»
  - Дубове листя (№ 835; 17 квітня 1945) як штандартенфюрер СС і командир 1-го панцергренадерського полку СС «Лейбштандарт СС Адольф Гітлер»
- Нагрудний знак ближнього бою
  - в сріблі (7 вересня 1943)
  - в золоті (12 березня 12 березня 1945)